# パンツァービュクセ
パンツァービュクセ（ドイツ語: Panzerbüchse）はドイツ国防軍が第二次世界大戦で使用した対戦車ライフルの名称である。
略称である“PzB”の名で呼ばれることもある。
- 当項目においては“パンツァービュクセ（Panzerbüchse（PzB）”の制式名称でドイツ軍に装備された対戦車ライフルについて、「PzB38」及び「PzB39」、更にその派生型と、後継として開発されたものについて記述する。

## 概要
ラインメタル・ボルジッヒ社及びグストロフ・ヴェルケ（Gustloff-Werke）社によって開発、製造された単発式の対戦車ライフルで、垂直鎖栓式の閉鎖機構を持つ、20世紀に設計されたものとしては珍しい銃器である。
もう一つの特徴は、使用弾薬の7.92x94 Patr.318(英語版)の弾頭直径が名の通り7.92mmと小さいことで、口径10mmを超えるものが一般的な対戦車ライフルの中では非常に小さいものである。これは小口径の弾頭を多量の炸薬を使って発射することにより高い銃口初速を達成し、それにより高い貫通力を得ることを目的としたもので、弾頭に対して薬莢は非常に大きく、極端なボトルネック形状となっている。
第二次世界大戦において、各国の対戦車ライフルはどれも戦車の急速な進歩に威力が追いつかず、その大口径を活かした長距離狙撃や陣地攻撃などに転用されたが、PzB38/39は弾頭が小さいために榴弾を用いた陣地攻撃にも適さず、大戦中盤には前線より引き揚げられたPzB39の大半が空砲を用いた小銃擲弾発射装置、Granatebüchse Modell 39（GnB39）に改造された。Gnb39は小銃擲弾を投射するにあたって、小銃を使うよりも長い射程を得られるため、以後はもっぱらこの用途に用いられたが、多数が製造（改造）されたにもかかわらず、前線部隊での使用数は多くはない。
ドイツ参謀本部は1944年10月には対戦車銃の前線運用を中止する決定を下し、同年11月15日をもって全てを予備兵器とすることを指令し、これをもってドイツ国防軍における対戦車銃の運用は公式には終了した。
生産数はPzB38が1,400梃余、PzB39が約40,000梃で、PzB39のうち28,000梃余がGnB39に改造された。1939年より1942年までの間に生産された7.92x94弾は、各種合わせて約941万7400発である。

## 開発・運用
最初の製造型であるPzB38は1938年に制式採用され、1939年より本格生産と部隊配備が開始されたが、
総重量が大きく取り扱いに困難が多い上、構造が複雑で故障が多く、また製造コストも高かったことから制式採用後の製造と配備がはかどらず、1938年には構造を簡略化して各部を軽量化した発展型が開発され、1939年にPzB39として制式採用され、生産体制をPzB39に切り替える指令が出された。
PzB38は1939年9月よりのポーランド侵攻で初めて実戦で用いられたが、生産の遅れから少数が配備されているのみであり、PzB39は先行量産分568挺が完成していたが、ポーランド戦が1ヶ月あまりで終結したこと、またポーランド軍の装備する戦車の数が少ない上に、ドイツ軍の侵攻に対し積極的に活動できなかったこともあり、特筆するべき戦果は挙げていない。翌1940年春からの西部戦線においては、PzB38／39共に英仏の重装甲の戦車に対しては威力は十分とはいえず、目標の後面や側面を狙った射撃で辛うじて戦果を挙げられるに留まり、早くも威力不足が認識されるようになった。
7.92x94 Patr.318弾は炭化タングステンを弾頭に用いた“(H)弾頭型”も開発され、これを用いた場合300mで角度0度の30mmの装甲板を貫通可能となったが、タングステンは希少な戦略資源物資であったため、生産数は少数にとどまり、前線部隊には充分な数が配布されていない。砲身内径が砲口に向って減少することにより威力を増進させる「口径漸減砲（ゲルリッヒ砲）」の研究・開発の一環として銃身内径を15-11mm、もしくは11-7.92mm、あるいは14-9mmとした斬減銃身型も研究されたが、銃身寿命が著しく短いものとなり、また、タングステン製の弾芯が必須なため、研究のみに終わっている。
1940年からは後継となる新型対戦車銃の開発も進められ、“PzB40”の仮名称でドイツの銃器メーカー各社によりいくつかのモデルが試作された。これらはいずれも7.92x94 Patr.318弾を使用する連発式自動火器であったが、どれも威力面で不十分と判断された。1941年の秋より“Panzerbüchse 243”の計画名称でMG151/15航空機関砲用の15x96 mm弾を使用する新型対戦車銃の開発も進められ、グストロフ・ヴェルケ社の「PzB Gustloff Werke Modell 1941」が採用されたが、この口径でも連合軍の新型戦車に対しては威力が不足していると結論され、さらなる口径拡大型としてMG151/20用の20x82mm弾を使用する対戦車銃が計画されたが、パンツァーシュレックやパンツァーファウストといった成形炸薬弾頭を使用する対戦車兵器の開発と生産が進められていることから、いずれも不採用となった。
1941年6月のソヴィエト侵攻の開始時には、生産がはかどらずコストの高いPzB38に代わり、PzB39が主流となっており、総数25,298挺が装備されていたが、ソヴィエトに侵攻したドイツ軍の前に出現したT-34中戦車やKV-1重戦車等に対してはタングステン徹甲弾頭を用いてすら全くの威力不足で、「対戦車兵器」としての有用性を早々に失うことになった。
前線での仕様に適さぬと判断されたPzB38/39は順次予備兵器および訓練機材とされたが、武装親衛隊の二線級部隊や、創設して間もなく装備が行き渡らない部隊など、最前線に投入されない部隊では装備が続けられており、武装親衛隊“ヒトラー・ユーゲント”師団（後の第12SS装甲師団）は1943年に装甲擲弾兵師団として創設された際にはPzB39 72挺が配備されていた。また、1944年9月に行われた“マーケット・ガーデン作戦”では、アーネム（アルンヘム）郊外に所在していた武装親衛隊士官学校分校の生徒が、訓練用に保管されていた6挺のPzB39を装備して臨時編成の戦闘団（シュピンドラー戦闘団）に参加している。この作戦における戦闘では、PzB39は英空挺部隊の装備していた非装甲車両や空挺戦車に対し、一定の戦果を挙げた。
この他、戦争末期には予備兵器として保管されていたものが幾つかの部隊で「員数外装備」として用いられた、また国民突撃隊に配布された、とする書籍などもあるが、戦争末期における正確な使用実態は公式記録や史料がほとんどないこともあり、不明である。

## 弾薬について
PzBシリーズの使用弾薬である7.92x94 Patr.318弾(英語版)の弾頭には催涙剤のカプセルが内蔵されていた。
これは、徹甲弾頭として目標となる装甲車両の装甲を貫通した後、車内に催涙剤を拡散させて乗員を戦闘困難な状態に陥らせることで大きな効果を得る、としたものであったが、実際に戦闘で使用してもそのような効果が発揮されている兆候がなく、効果が疑問視されるに至った。実射試験の結果、装甲板に命中した際に弾頭の後部から催涙剤カプセルが脱落してしまい、弾頭が貫通してもカプセルの内容物が目標内に飛散しない例が多発すること、また、7.92mmという弾頭に内蔵できるサイズのカプセルでは、設計通りに目標内に飛散したとしても、多数発を命中させなければ乗員に対して大きな効果を及ぼせない量の催涙剤しか封入できないことが判明した。ドイツの対戦車銃によって攻撃された連合軍の側でも弾頭の催涙効果に関する報告はなく、PzB38/39とPatrone 318弾を捕獲して実射した調査でも、射撃した標的を調査している際に目や呼吸器に異常を感じたとの報告がなされていたものの、当初は発煙剤もしくは曳光剤による副次的な刺激と分析されていた。
なお、催涙剤を正規軍が他国の正規軍に対して戦場で使用することは、化学兵器の実戦使用を禁じた1925年のジュネーブ議定書に抵触するため、Patrone 318弾の弾頭に催涙剤が封入されていることは機密事項とされていた。弾薬の制式名称である"Patrone 318 SmK-Rs-L'spur" および"Patrone 318 SmKH-Rs-L'spur"の"Rs"とは公式には"Rauche Weiß(Weiss)"、「白色発煙」を示すもので、発煙剤を内蔵していることを示す、とされていたが、実際は"Reizstoff"（ドイツ語で「催涙剤」の意）を示すものであった。

## Panzerbüchse 38（PzB38）

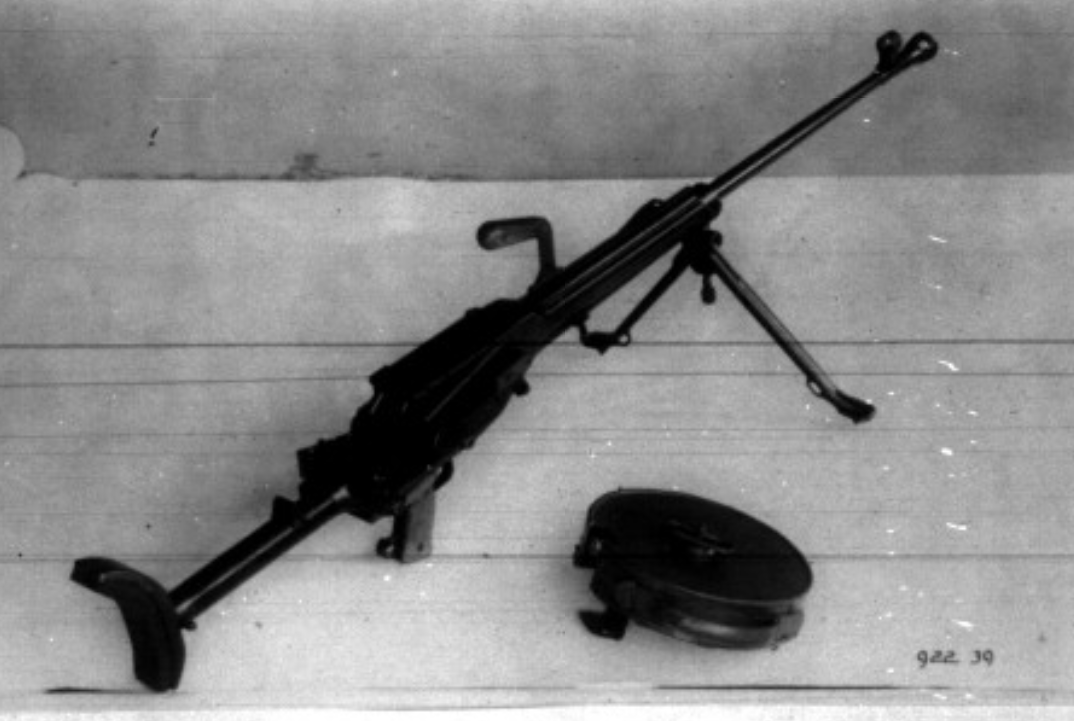
Panzerbüchse 38（PzB38）

最初の製造型。手動単発・自動排莢式の作動機構を持つ。ラインメタル・ボルジッヒ社によって1939年8月から1940年5月にかけて1,408梃が生産された。
「銃」に分類される火器であるが、自動後座、自動排莢式の火砲に類似した機構を持っており、射撃にはまず閉鎖器右横の装填レバーを引くと複座ばねを圧縮しつつ銃身全体が後退し、閉鎖器が開いて最大後退位置で固定され、装填準備状態となる。射手が薬室に弾薬を装填して銃把下部後縁の銃身解放レバーを押し込むように握ると、銃身が復座ばねの力で後退位置から前進し、閉鎖器が閉じて射撃用意が整う。

発砲すると反動により銃身が復座ばねを圧縮しつつ後退し、ストローク後端で閉鎖器が開いて排莢する。以降は次弾を装填し銃把のレバーを押しこむことで射撃準備完了状態となる。機関部の後端には銃身部が前進している際に閉鎖器後方を覆うための下開き式のシャッターがあった。
機関部の左右側面には斜めに角度をつけて1個ずつの弾薬箱を装着することができ、弾薬箱は1個につき7.92x94 Patr.318弾を10発（1列5発x2）収納できた。
銃把左側上方、引き金の上方には安全装置のレバーがある。後方に回すと射撃位置、前方に回すと安全位置となる。照星は銃口部消炎器後方に、照門は機関部上面にあった。
銃床部は支持パイプ根本左側にある固定ラッチを解除することにより、根本右側を軸として銃の右側面へ折り畳むことができた。二脚にはMG34機関銃と同じものが流用されていた。
- 全長：161.5cm（銃床折畳時129cm）
  - 銃身長：108.5cm
- 重量：16.2kg
- 威力：100mの距離で30mmの装甲板を貫通

## Panzerbüchse 39（PzB39）

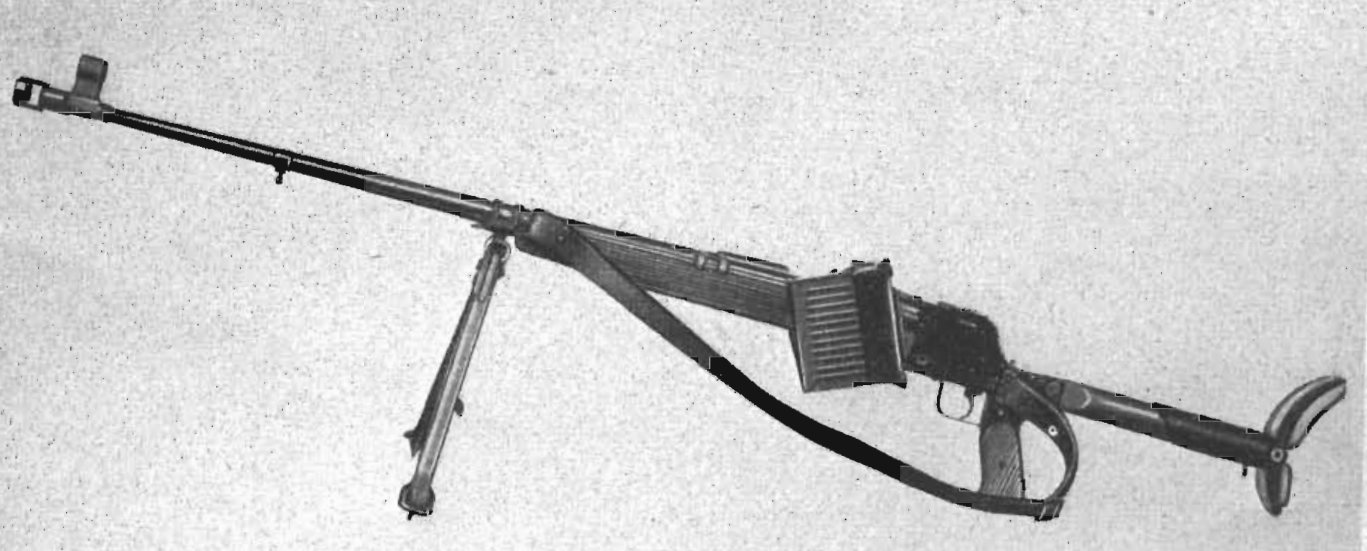
Panzerbüchse 39（PzB39）

PzB38の運用実績を基に設計された全面改良型。ほぼ全金属製で機関部が大型であったPzB38に対し、機関部が小型化された上に先台が木製とされるなど全体を軽量化し、自動排莢機構を廃止して構造を簡略化、単純な手動単発式となっている。グストロフ・ヴェルケ社により設計され、グストロフ社、及びラインメタル社とシュタイア・ダイムラー・プフ社の3社により1940年10月から本格生産が開始され、1941年11月までに計39,232梃が生産された。
PzB38と異なり装弾／排莢共に手動だが、遊底操作ハンドルの類はなく、銃把部分がコッキングレバーを兼ねた構造になっており、銃把全体を前下方向に開くように押すと閉鎖が解かれ、閉鎖器が下降するとともに撃針がコッキングされて固定され、装填準備状態となる。射手が閉鎖器上部を覆うカバーを右側に開いた後、薬室に弾薬を装填し、開放前進状態の銃把部分を後上方へ引くと、閉鎖器が上昇して再び閉鎖され、撃発準備完了となる。閉鎖器後方には安全装置のレバーがあり、右側に回せば安全位置、左側に回せば安全位置となる。射撃後は再び銃把全体を前下方向に開けば閉鎖器が下降して薬莢が排出され、装填準備状態となる。
PzB38同様、機関部の側面には弾薬箱（PzB38と共通のもので、7.92x94 Patr.318弾10発（1列5発x2）収納）を左右1対装着できた。
銃身後座機能が廃止されたためにリコイルスプリングがなく、発射時の反動がそのまま銃本体と射手に伝わるため、反動を軽減するために消炎器は単純なラッパ型のものから反動軽減機能のあるマズルブレーキに変更された。銃床はPzB38の側面折り畳み方式から、銃床基部左側にある固定解除ボタンを押してロックを解除し、銃の下側へ前方へ回すように折り畳む方式に変更されている。二脚はPzB38と同じくMG34機関銃と同じものが流用されていた。
- 全長：162cm（銃床折畳時：125.5cm）
  - 銃身長：108.5cm
- 重量：12.6kg
- 銃口初速：1210m/秒
- 威力：100mの距離で30mmの装甲板を貫通
- 発射速度：12発/分（実用最大速度）

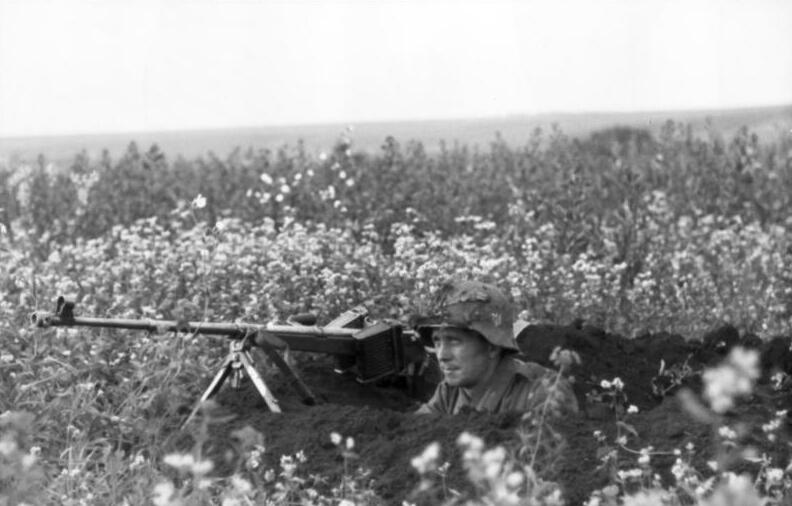
個人用塹壕で待機しているPzb39の射手。左右側面に取り付けられているものが7.92x94 Patr.318弾用の弾薬箱である。 （1941年6月、ロシアでの撮影）
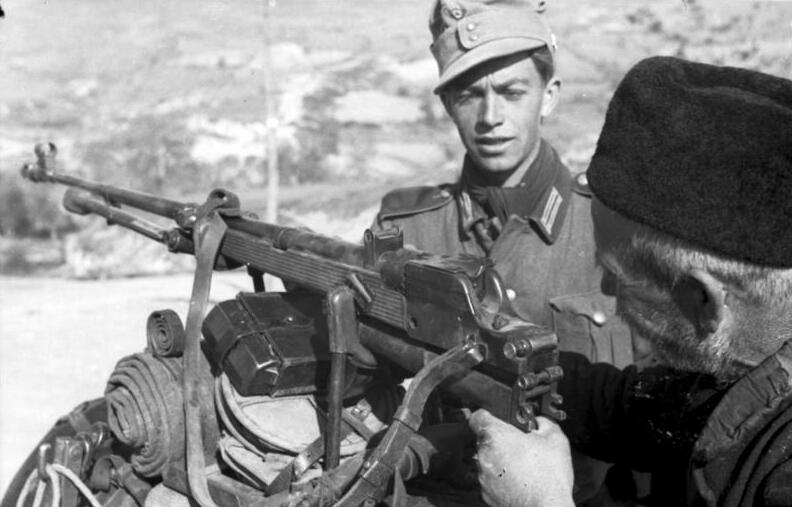
銃床を前方に折り畳んだ状態のPzB39 （1941年4月、ギリシャにおける撮影）

### Granatebüchse Modell 39（GnB39、GrB39）

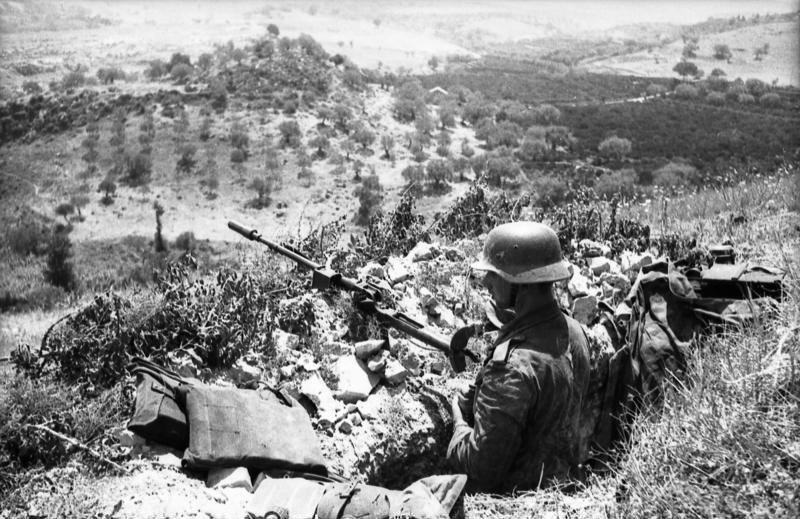
Granatebüchse Modell 39
（1944年イタリアでの撮影）

PzB39の銃身部を切り縮め、照星と照門を廃して機関部及び銃身根本部分側面に擲弾射撃用の照準器を追加し、空砲専用の小銃擲弾発射機に改造したもの。1943年より1944年にかけてPzB39より28,023梃が改造されて製作された。
照星が擲弾用の照尺となり、照準器の位置が変更されたために照準方法が異なること、空砲を用いて銃口部の“Schiessbecher”（「射出コップ」の意）と呼ばれた装弾部に擲弾を装着する以外の操作手順はPzB39と同様である。
- 全長：123.2cm（銃床折畳時：90.3cm）
  - 銃身長：74.9cm
- 重量：10.44kg（本体重量）
- 発射筒内径：30mm
- 実用有効射程：125-150m ※弾頭により異なる
  - 最大射程：300－500m[注釈 10]

## Panzerbüchse 40（PzB40）
1940年よりPzB39の後継として以下の各種が開発されたが、いずれも試作のみに終わった。

全てのモデルが7.92x94 Patr.318弾を使用し、装弾数は着脱式もしくは固定弾倉式弾倉を用いて8発、発射速度は32発/分で、全自動射撃機構を持つ。
Panzerbüchse 40W（PzB40W）Modell 40
設計：ヴァルター（ワルサー）/メルツ・ヴェルケ（Merz-Werke）
- 全長：167cm（銃床折畳時：117cm）
  - 銃身長：108.5cm
- 重量：14.6kg（本体重量）

Panzerbüchse 40M（PzB40M）Modell 41
- 設計：マウザー
- 全長：167cm
  - 銃身長：108.5cm
- 重量：12.5kg（本体重量）

Panzerbüchse 40G（PzB40G）Modell 42/44
- 設計：グストロフ・ヴェルケ
- 全長：166cm（銃床折畳時：146cm）
  - 銃身長：108.5cm
- 重量：18kg（本体重量：13.5kg）

Panzerbüchse 40K（PzB40K）Modell 43
- 設計：ツーリアン（Zulian）
  - 設計者：H・クリークホフ（H.Krieghoff）
- 全長：157cm（銃床折畳時：130cm）
  - 銃身長：115cm
- 重量：14kg

## Panzerbüchse 243（PzB243）
PzB38/39の後継として口径を拡大し、15x96 mm弾を使用する全自動式とした発展型の開発計画名称。1940年から開発が行われたが、1942年には計画が中止された。
Panzerbüchse Gustloff Werke Modell 1941
- 設計：グストロフ・ヴェルケ
- 全長：169cm
  - 銃身長：117cm
- 重量：18.65kg
- 激発方式：打撃発火式

Panzerbüchse BSW Modell 1
- 設計：ベルリン－ズール武器車両製造(Berlin-Suhler Waffen und Fahrzeugwerke (BSW)
- 全長：143cm
  - 銃身長：83.8cm
- 重量：15kg
- 作動方式：反動利用半自動垂直鎖栓式
- 激発方式：撃鉄発火式

## ソビエトによるコピー生産
独ソ戦の初期にPzB39とその使用弾薬を鹵獲した赤軍では、対戦車兵器の不足を補うためにこれらをフルコピーすることを計画し、1941年7月8日にはヨシフ・スターリンの「可能な限り早急に製造せよ」との指示で作業の開始が命じられた。
1941年8月初頭には2挺の試作品が完成し、同じく完成した弾薬の試作品を用いて試験が行われた。その結果、特に弾薬に品質面での問題が多く、オリジナル品に比べて性能と耐久性に問題があり、作動不良が頻発するという問題が判明したものの、一刻も早い製造が命じられていたことから、1941年中に銃3万挺、弾薬230万発を生産する計画が立案された。
このフルコピー品は制式名称すら与えられぬままトゥーラ造兵廠において1941年8月10日に生産が開始され、同年末までに少なくとも1,000挺を製造する予定であったたが、この時には既に国産の対戦車ライフル生産の目処がついていたため、同年8月から9月にかけて144挺が製造されたのみで終了し、トゥーラ防衛戦において少数が限定的に使用されたのみである。

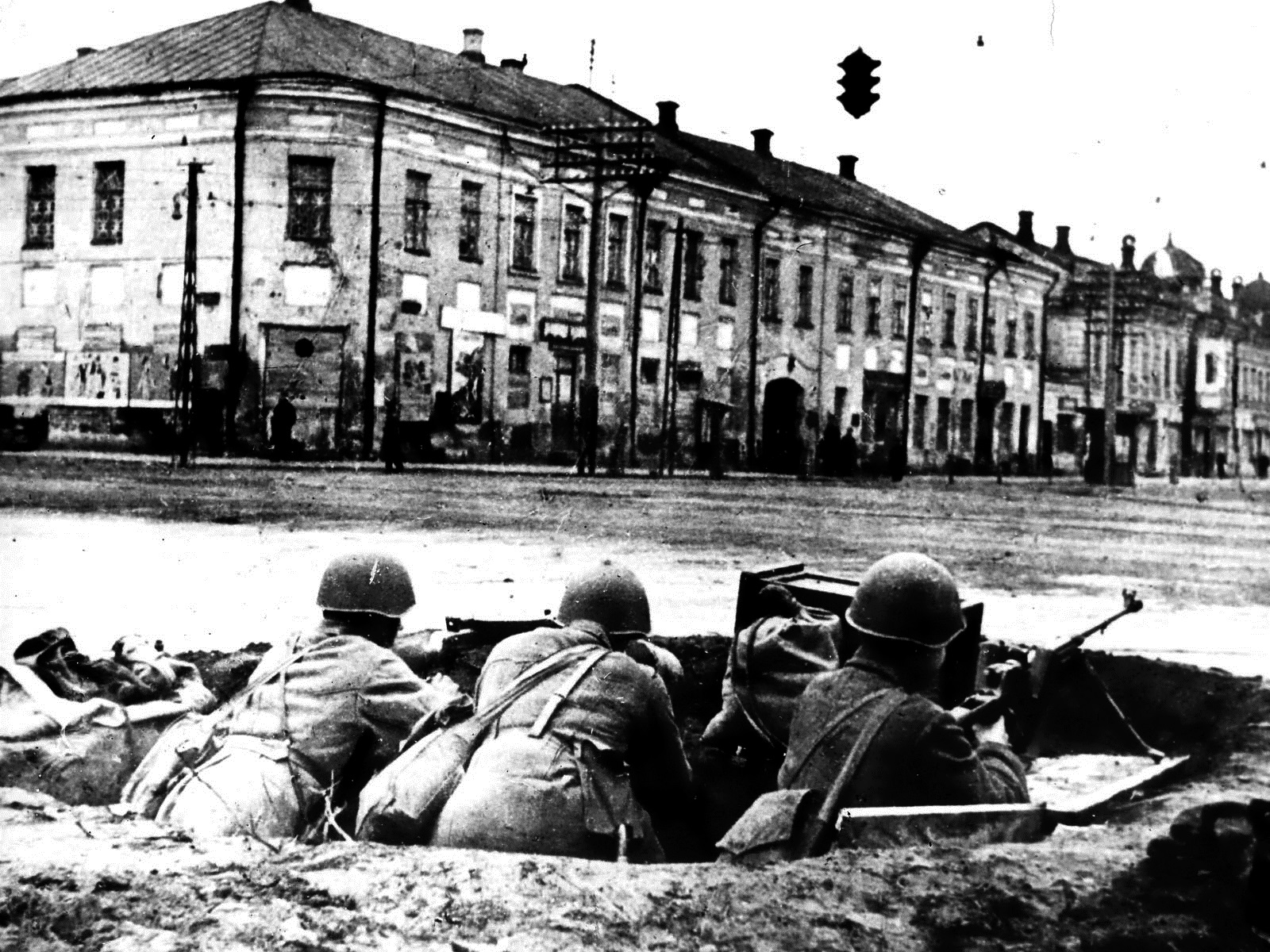
トゥーラ防衛戦において使用されているPzB39のコピー品 1941年11月の撮影で、後掲の新聞記事の写真と同時に撮影されたもの
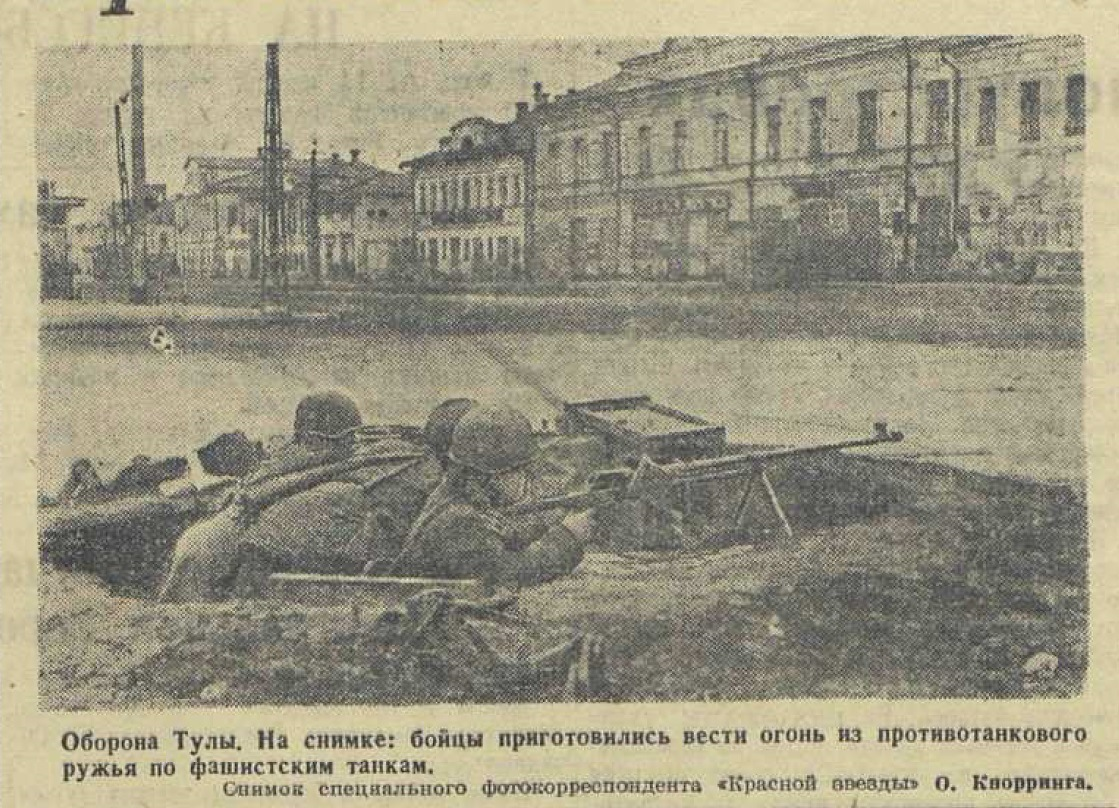
クラスナヤ・ズヴェズダ紙 第269号（1941年11月15日号）に掲載された、トゥーラ防衛戦の様相を伝える記事の写真にあるPzB39のソビエト製コピー

また、ドイツ軍包囲下のレニングラード（現：サンクトペテルブルク）において、PzB39とそのソビエト製コピー品の設計図を用い、口径を14.5mmとし使用弾薬を14.5x114mm弾に変更したものが、対戦車ライフルおよび対狙撃ライフル（敵の狙撃に対抗するための大威力長射程の狙撃銃）として"ZIF-11(ЗИФ-11)"および"'ZIF-11A/BЗИФ-11А/Б)"の名称で開発され、少数が製造されて使用されている。

## 登場作品

### 漫画
『HELLSING』
ヴァチカン法王庁の召集した第九次空中機動十字軍の騎士達がPzB39を装備している。
『犬狼伝説 Kerberos panzer cop』
作品後半（『犬狼伝説 完結篇』）に登場する陸上自衛隊の装甲服部隊がPzB39を装備している。
2010年に刊行された復刊版である『犬狼伝説 KERBEROS PANZER COP a Revision』では、ドイツのPzB62という架空の対戦車銃を国産化したという設定の「65式対戦車小銃」に描き変えられており、PzB39は登場していない。
『パンプキン・シザーズ』
PzB39に酷似したアインシュスゲヴェーアが登場。

### ゲーム
『Deadfall Adventures』
PzB39が登場。ただし、ゲーム内の表記は「Pzb.38 Anti-Tank」となっており、PzB38と39が混同されている。
実際のPzB39とは異なり、オリジナルのサイトの他にGrB39のサイトが装備されている形で描画されており、照準はそちらを用いて行う。
『Men of War：Assault Squad』
ドイツの対戦車兵がPzB39を装備。
『バトルフィールドV』
PzB39が斥候兵で使用できる。
『メタルサーガ 〜砂塵の鎖〜』
レッドフォックスがpzB39を装備しており、撃破すると、手に入る。
『Enlisted』
PzB38、PzB39がモスクワ、チュニジアの枢軸側で使用可能